# برادنتون بيتش
برادنتون بيتش (بالإنجليزية: Branford)‏ هي مدينة أمريكية تقع في ولاية فلوريدا. تبلغ مساحة هذه المدينة 2.1 (كم²)،ويبلغ عدد سكانها 695 نسمة حسب إحصاء سنة 2010 م 695.تشير إحصاءات سنة 2000م بأن الكثافة السكانية في هذه المدينة تقدر بـ(331) نسمة/كم2 

## معرض صور

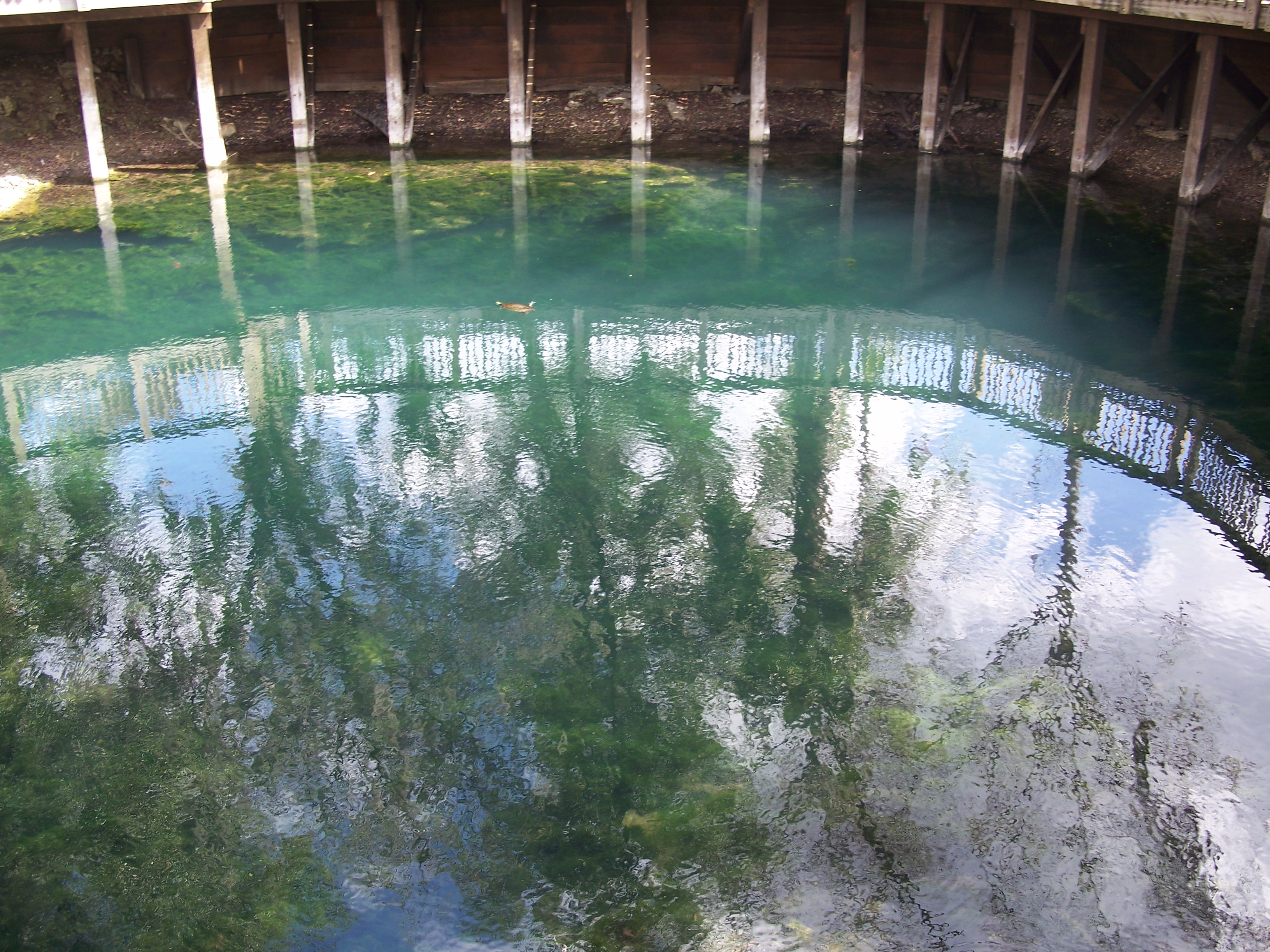
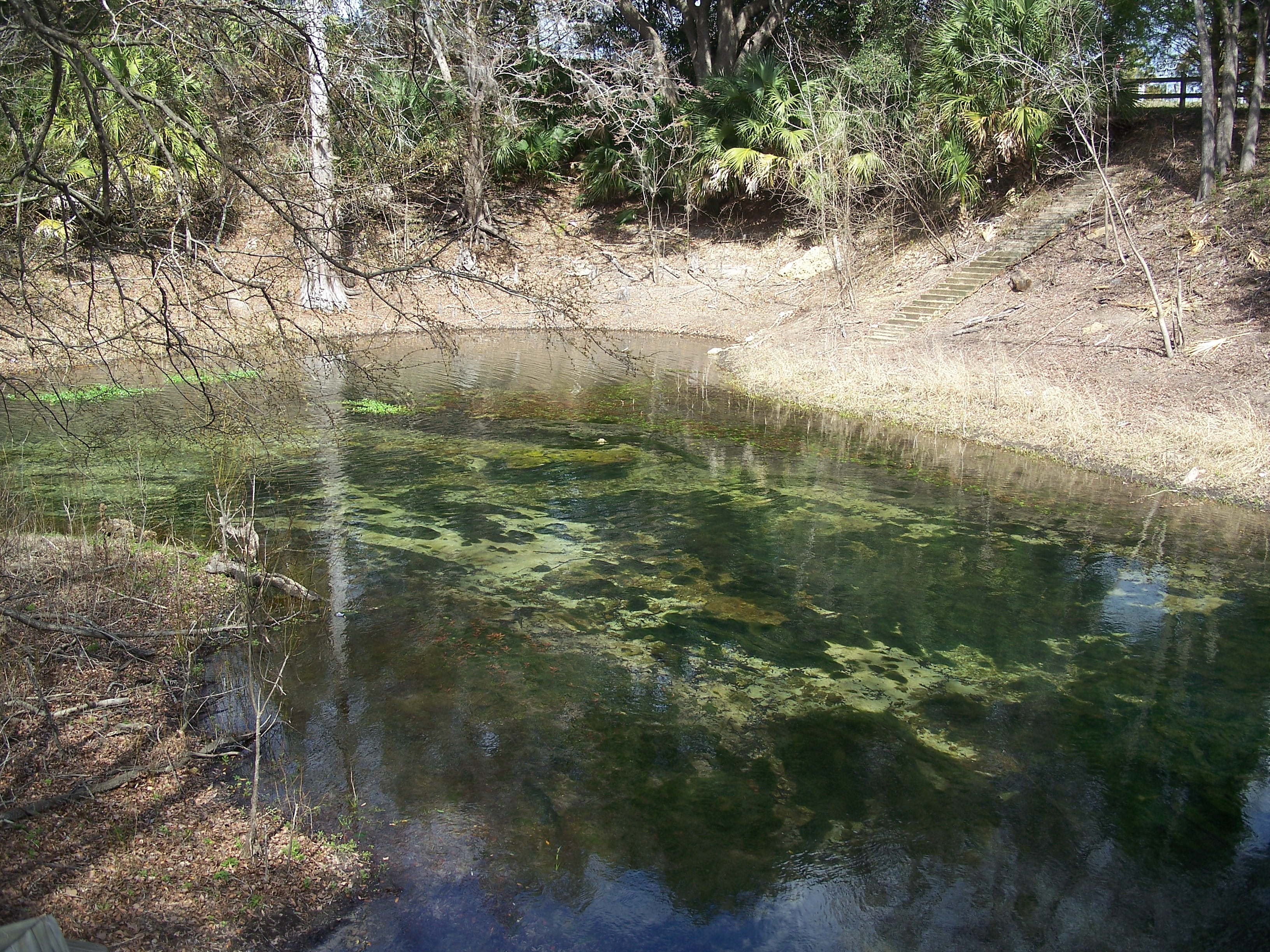
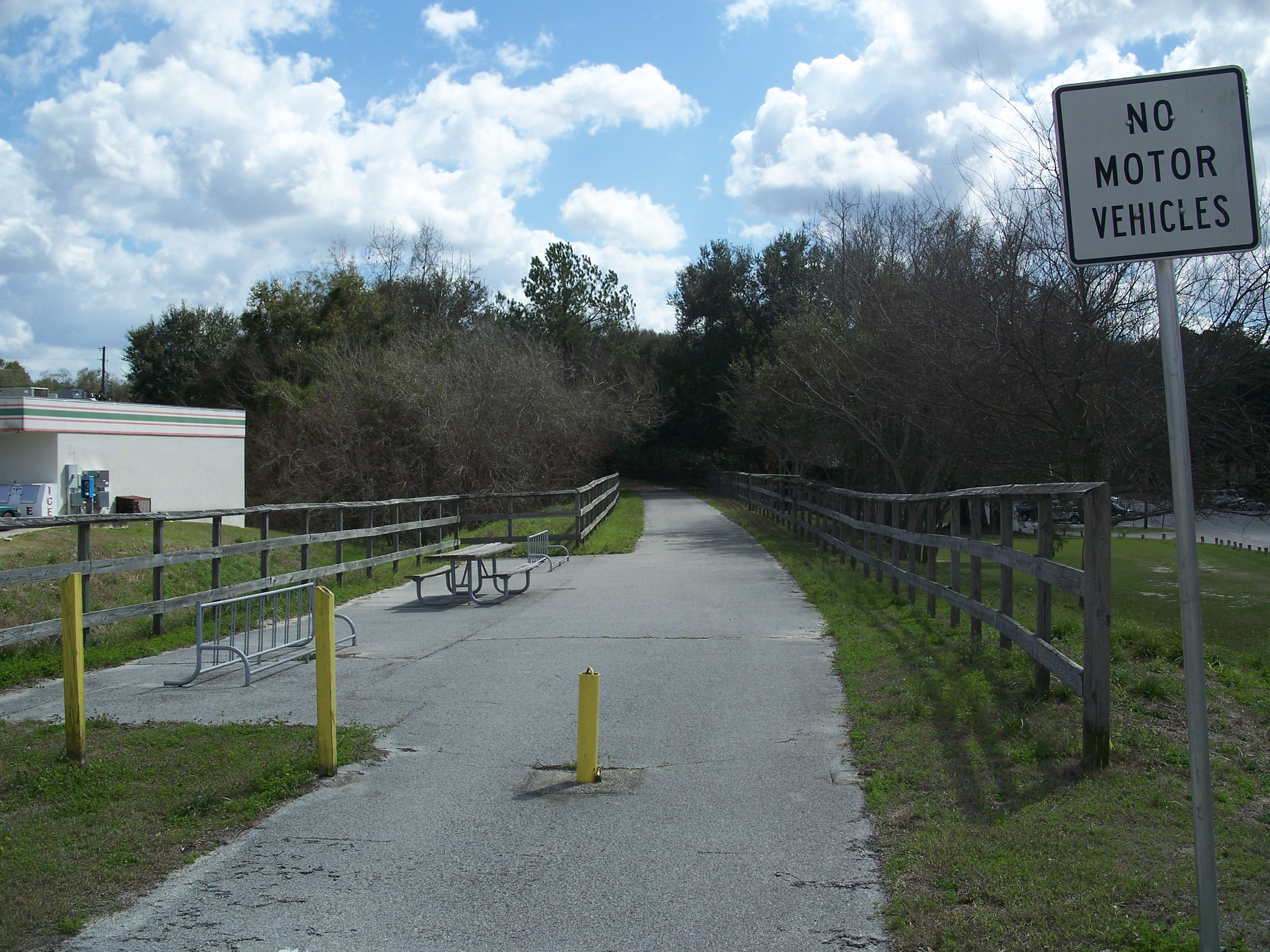
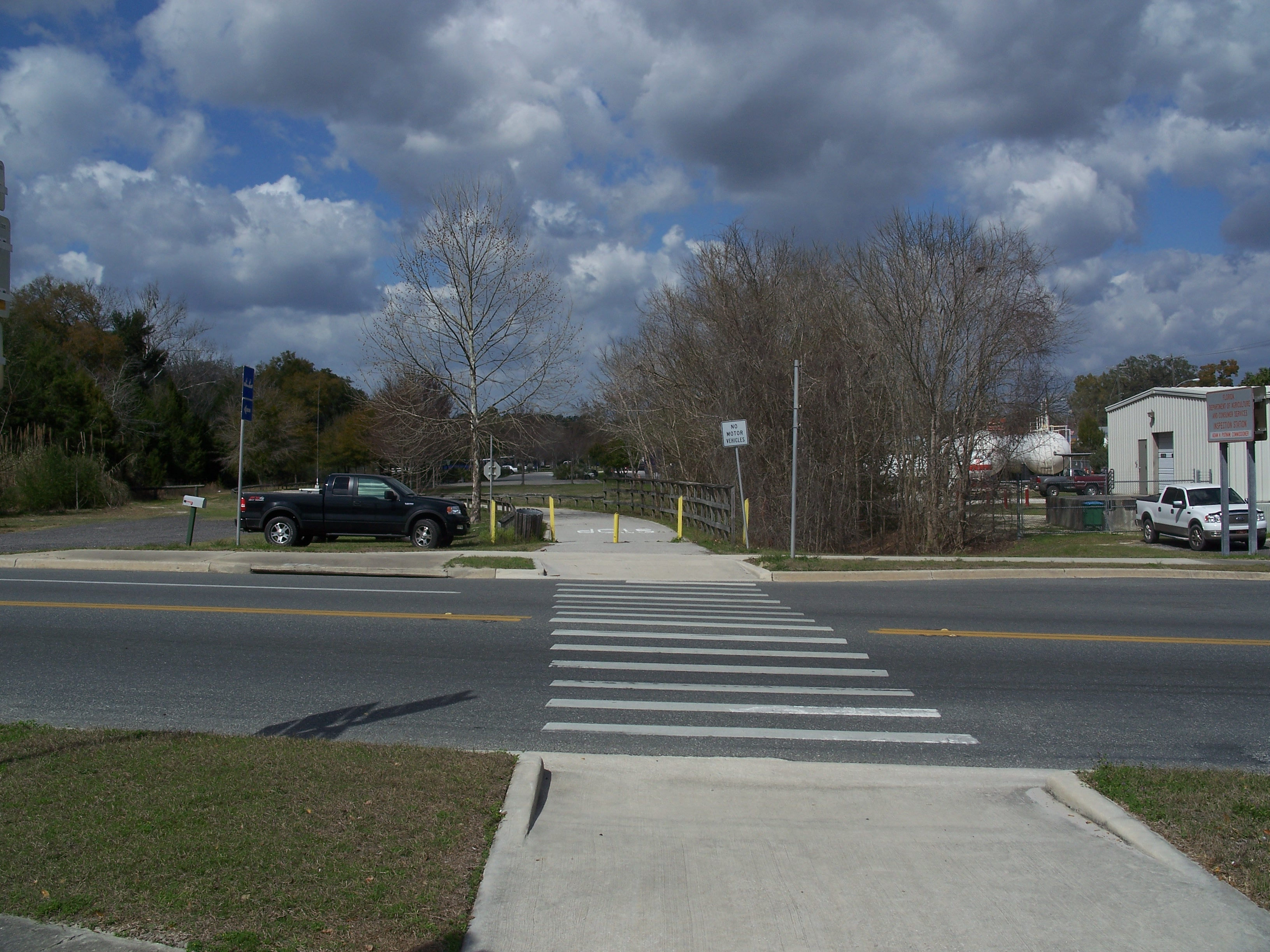